# Horsfieldia micrantha
Horsfieldia micrantha är en tvåhjärtbladig växtart som beskrevs av W.J.de Wilde. Horsfieldia micrantha ingår i släktet Horsfieldia och familjen Myristicaceae. Inga underarter finns listade i Catalogue of Life.